# Biserica de lemn Sf. Gheorghe din Târgu Ocna

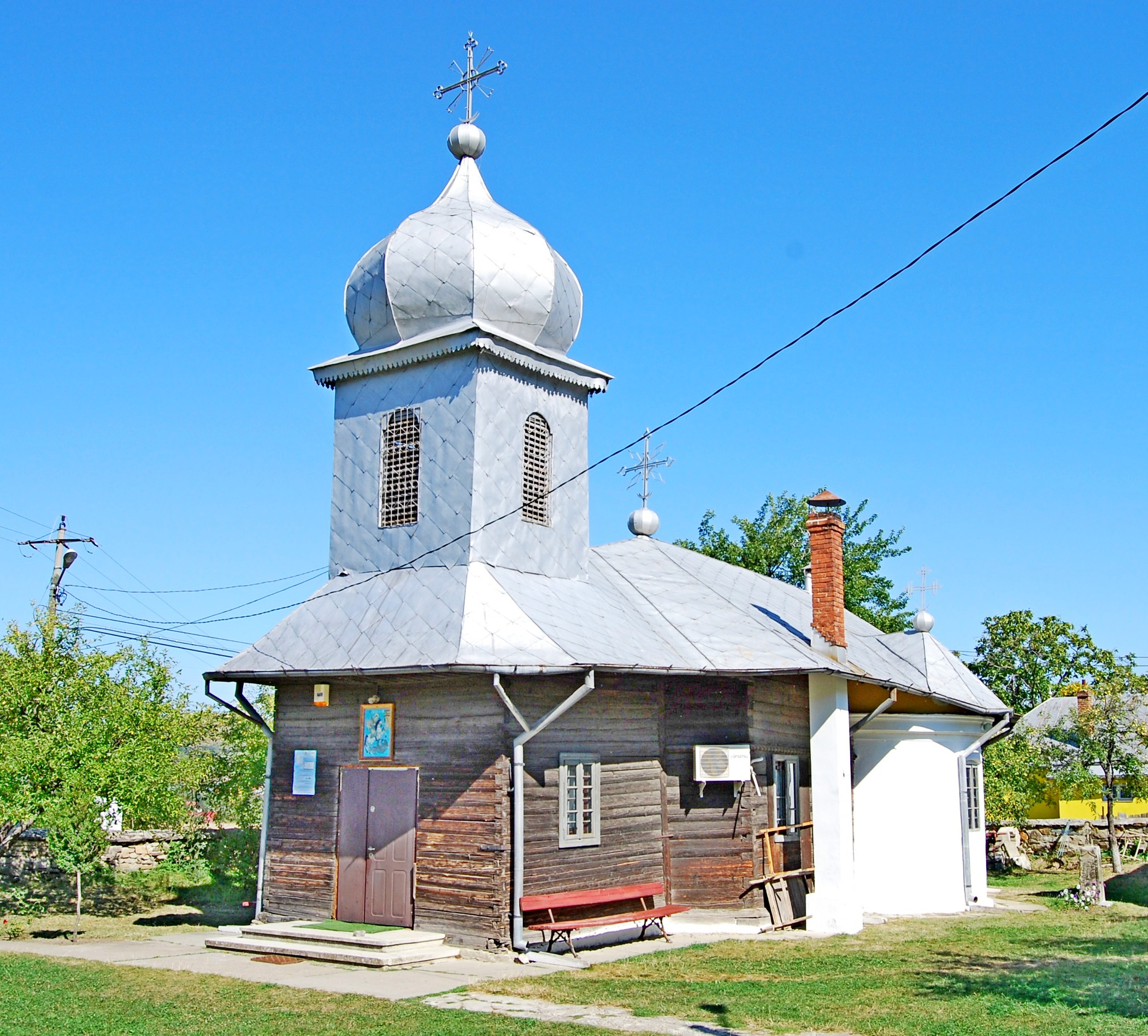
Biserica de lemn „Sfântul Gheorghe” din Târgu Ocna

Biserica de lemn „Sfântul Gheorghe” din Târgu Ocna a fost construită în secolul XVII (1761, cu adăugiri în 1895). Biserica se află pe lista monumentelor istorice sub codul LMI:  BC-II-m-B-00911. Codul RAN este 20974.07.
Biserica se află pe strada Strada Tisești, numărul 98, fiind înconjurată de cimitir. Inițial, avea rolul de biserică a satului Tișești, mai târziu satul devenind suburbie a localității Târgu Ocna.
În anul 1870 bisericii i se adaugă pridvorul iar la intrare este contruită o clopotniță. În 1895 i se adaugă abside laterale pe naos, construite din cărămidă. Ca și la alte biserici de lemn din Moldova, se observă tendința de imitare a stilului constructiv al bisericilor de zid, prin adăugiri ulterioare.  
în anul 1924 pridvorul este închis cu scânduri. Deasupra pridvorului se ridică un turn clopotniță, având acoperișul în formă de bulb. Tot acum sunt lărgite ferestrele edificiului, iar în interior se adaugă și cafasul. Este decorată pe exterior cu brâu în torsadă, sculptat în lemn de tisă. Iconostasul datează din secolul XIX. 
În patrimoniul bisericii au fost și următoarele titluri: Cazania lui Varlaam (1643), Triodion de la Râmnic (1761), Octoih de la Râmnic (1776), Panahida de Iași (1807) și altele, unele din aceste cărți liturgice purtând diverse însemnări, având importanță istorică și documentară.